# Johan Lind (Fußballspieler)
Johan Lind (* 8. Februar 1974 in Lima) ist ein ehemaliger schwedischer Fußballspieler. Der Abwehrspieler lief während seiner Profikarriere lediglich für den Göteborger Klub BK Häcken auf, für den „Hisingens König“ in 16 Jahren insgesamt 541 Partien bestritt.

## Werdegang
Lind spielte ab 1980 in der Jugend bei Lundby IF, wo er an der Seite des späteren Nationalspielers Teddy Lučić reüssierte. Gemeinsam gewannen sie mehrere bedeutende Jugendturniere, darunter auch den Gothia Cup, und wurden Dritter der schwedischen Nachwuchsmeisterschaft. Später rückte er in die Männermannschaft auf, die seinerzeit in der dritten Liga um den Aufstieg zur Zweitklassigkeit kämpfte. Dabei machte er höherklassig auf sich aufmerksam und wechselte Anfang 1995 zum Zweitligisten BK Häcken nach Göteborg. Dort etablierte er sich schnell als Stammkraft in der Mannschaft um Joakim Söndergaard, Jonas Henriksson und Henrik Dahl, die am Ende der Spielzeit 1997 in die Allsvenskan aufstieg. In der Erstliga-Spielzeit 1998 stand die von Kjell Pettersson betreute Mannschaft auf Anhieb im Abstiegskampf und stand bereits vorzeitig als Absteiger fest, auch ein 2:1-Erfolg am letzten Spieltag gegen den bis dato Tabellenführer und anschließenden Vizemeister Helsingborgs IF verhalf nicht mehr zum Sprung auf einen Relegationsplatz.
Der Aufenthalt in der Zweitklassigkeit währte für Linds Mannschaft nur eine Spielzeit. Als Staffelsieger im Süden kehrte er mit dem Klub, bei dem spätere Nationalspieler wie Kim Källström oder Tobias Hysén im Kader standen, direkt ins schwedische Oberhaus zurück. Wiederum stand der Neuling im Abstiegskampf, dieses Mal erreichte er die Relegationsrunde. Gegen Mjällby AIF war das Tableau nach jeweils einem 3:2-Erfolg und einer 2:3-Niederlage ausgeglichen, so dass erst das Elfmeterschießen die Entscheidung zugunsten der Truppe von Lind brachte. Trotz dieses Erfolges erhielt er mit Torbjörn Nilsson einen neuen Übungsleiter für die folgende Spielzeit. Dem neben Källström – am Saisonende mit acht Toren bester vereinsinterner Torschütze – und Hysén mit etlichen weiteren jungen Talenten wie Dulee Johnson, Daniel Forsell, Christoffer Källqvist und Jimmy Dixon gespickten Team wurde in der Spielzeit 2001 einiges zugetraut. Mit Lind als Abwehrchef, der in 24 der 26 Saisonspielen in der Startformation stand, verpasste die Mannschaft nach nur einem Auswärtssieg jedoch als Tabellenvorletzter den Klassenerhalt.
Nach dem erneuten Abstieg übernahm Jörgen Lennartsson das Traineramt bei BK Häcken. Während Lind verletzungsbedingt kürzertreten musste, verpasste die nach einem Personalumbruch neu zusammengesetzte und unter anderem mit Jonas Axeldal, Tuomas Uusimäki und Keijo Huusko verstärkte Mannschaft den direkten Wiederaufstieg als Tabellenvierter. Ab der Zweitliga-Spielzeit 2003 war Lind wieder Stammkraft. Als Tabellendritter verpasste er mit dem Klub in der Relegation gegen GIF Sundsvall zunächst den Wiederaufstieg, im folgenden Jahr führte er den Klub mit zwei Toren in 26 Saisonspielen zur Zweitligameisterschaft vor Gefle IF und Assyriska Föreningen. Trotz des Erfolges verließ Lennartsson BK Häcken in Richtung Svenska Fotbollförbundet und wurde durch Stefan Lundin ersetzt. Wiederum wurde Lind in der Folge von Verletzungen gebremst, gehörte aber zu Lundins Stammspielern. Am Ende der Spielzeit 2006 stand jedoch erneut ein Abstieg zu Buche, als beide Relegationsspiele gegen IF Brommapojkarna verloren gingen. Trotz des Abstiegs hatte sich der Klub für den Europapokal qualifiziert. Als Sieger der Fair-Play-Wertung der UEFA nahm Lind mit der Mannschaft am UEFA-Pokal 2007/08 teil und erreichte nach Erfolgen über KR Reykjavík und Dunfermline Athletic in der Qualifikation die erste Hauptrunde, in der sich jedoch der russische Vertreter Spartak Moskau als zu hohe Hürde erwies – Lind stand dabei in allen sechs internationalen Spielen auf dem Platz.
In der Zweitliga-Spielzeit 2008 war Lind erneut unumstrittener Stammspieler. Mit 28 Ligaspielen führte er die Fahrstuhlmannschaft erneut in die Erstklassigkeit. Dort lief der Routinier noch zwei Spielzeiten auf, ehe er Ende 2010 seine Profikarriere nach insgesamt 151 Spielen in der Allsvenskan beendete. Anschließend wechselte er zum Sechstligisten Landvetter IS, wo er sowohl als Spieler als auch als Teil des Trainerstabes tätig ist.
Lind absolvierte eine IT-Ausbildung am Göteborgs Tekniska Institut.